# Phạm Như Xương
Phạm Như Xương (范如昌, 1844 - 1917) là một vị quan triều Nguyễn.

## Thân thế và sự nghiệp
Phạm Như Xương sinh năm 1844 tại Quảng Nam, ông mất năm 1917, tự là Phồn Sinh.
Năm 25 tuổi, ông đỗ cử nhân, đến năm 32 tuổi ông đỗ Tiến sĩ (Đình nguyên Hoàng giáp) vào năm Ất Hợi 1875.
Ông là một trong sáu người được mệnh danh là "Lục phụng bất tề phi" của Quảng Nam gồm: Phạm Phú Thứ (Tiến sĩ), Phan Châu Trinh, Nguyễn Duy Hiệu (Phó bảng), Trần Quý Cáp, Huỳnh Thúc Kháng (Tiến sĩ), Phạm Như Xương (Hoàng Giáp), trong lịch sử khoa bảng tỉnh Quảng Nam ông là người đỗ cao nhất (Đình nguyên Hoàng giáp).
Ông làm quan ở bộ, viện, nội các, làm Bố chính ở Phú Yên rồi cáo quan về hưu. Ông chính là người đã làm quan chủ khảo trong cuộc thi có Phan Bội Châu dự thi và ông đã đánh giá rất cao về tài năng của Phan Bội Châu. Về sau Phạm Như Xương chiêu tập nghĩa quân chống Pháp ở Bình Thuận, Phú Yên. Nghĩa quân tan rã, ông và gia quyến bị bắt giải về kinh sư. Nhưng sau ông được ân xá, được trở lại làm quan ở Thanh - Nghệ - Tĩnh. Một thời gian sau ông cáo quan về hưu.
Các con của ông có những người tham gia vào các phong trào yêu nước chống thực dân Pháp vào đầu thế kỉ 20 như Phạm Như Giáp, Phạm Như Đỉnh, Phạm Như Chương... Bản thân ông cũng là cố vấn của tổ chức Việt Nam Quang phục Hội do Phan Bội Châu lãnh đạo.
Phạm Như Xương được khắc tên ở bia Tiến sĩ tại Văn miếu Huế nhưng vì tham gia chống Pháp ông bị đục tên khỏi bia Tiến sĩ.
Hiện nay, ở Quảng Nam có một ngôi trường tiểu học mang tên ông và ở Đà Nẵng cũng có một con đường mang tên ông.
Ông là một vị quan nhưng đồng thời cũng là tác giả của nhiều bài văn thơ nhưng nay đã thất lạc (vì năm 1916 con trai ông tham gia khởi nghĩa Duy Tân nên sách vở bị tịch thu) chỉ còn Hịch văn thân Quảng Nam viết vào những năm đầu phong trào Nghĩa hội Quảng Nam do Trần Văn Dư và Nguyễn Duy Hiệu phát động năm 1885.